# Terra i llibertat (pel·lícula)
|  | Aquest article tracta sobre la pel·lícula de Ken Loach. Si cerqueu l'organització revolucionària russa, vegeu «Terra i Llibertat». |

Terra i llibertat (original, Land and Freedom) és una pel·lícula britànica de Ken Loach estrenada el 1995. La pel·lícula narra la història de David Carr, un treballador a l'atur i membre del Partit Comunista de la Gran Bretanya que decideix anar a lluitar a la Guerra Civil espanyola en el bàndol republicà. La pel·lícula fou guardonada amb el Premi Internacional de la Crítica de la FIPRESCI i el premi del Jurat Ecumènic del Festival de Cinema de Canes de 1995.

## Argument
Escorcollant en els assumptes del seu avi mort, una jove descobreix el passat militant d'aquest, i sobretot la seva participació com a soldat del Partit Obrer d'Unificació Marxista (POUM) (al costat dels republicans, anarquistes i comunistes) a la guerra d'Espanya el 1936. Un flash-back comença, que durarà tota pel·lícula. Es veu llavors una reunió del Partit comunista anglès, en els anys 1930. Un congressista exposa als adherents la utilitat d'anar a lluitar a Espanya, on Franco intenta prendre el poder per la força. L'avi, David, llavors jove, decideix anar a les trinxeres a Espanya, ja que pensa que seria més útil allà, i ho comparteix amb la seva companya.
La història de David a Espanya comença llavors: David agafa el tren per anar a Barcelona; aquella escena és una bonica il·lustració de la voluntat dels espanyols de combatre el feixisme (el revisor diu, d'altra banda: «No es fa pagar els bitllets als enemics d'aquests malparits de feixistes.»)
Arribat a Barcelona, s'uneix al POUM (Partit Obrer d'Unificació Marxista) i és enviat a les trinxeres, a l'Aragó, mentre que a penes ha estat format per combatre. Allà, coneix voluntaris arribats de tot Europa per enfrontar-se al feixisme: irlandesos, però també alemanys, italians... Durant les escenes següents, coneix les persones vingudes al Front, així com les condicions de vida de les trinxeres, on fins i tot les dones combaten: les milícies del POUM tenen un arsenal dels més arcaics, amb certes armes datant del segle xix; i un s'enfronta més verbalment (cridant-se mútuament insults massa grollers per ser transcrits) que militarment (les bales que es llancen no tenen cap abast, si no és l'abast simbòlic).
La milícia marxa un dia alliberar un poble veí, ocupat per les tropes franquistes. Durant aquesta curta batalla, perden un dels seus homes, mort per un rector que executaran més tard. Una vegada el poble desfet de les tropes feixistes, la milícia organitza una discussió entre els pobletans per tal que determinin el que serà del poble i dels seus terres. Durant aquesta escena, s'obre el debat de la col·lectivització, essencial a l'Espanya republicana. El debat dura de llargs minuts, i no és aportada a l'espectador cap resposta definida.
Alguns dies després, unes votacions tenen lloc en la milícia: el govern de València els formula un ultimàtum. La milícia ha de ser associada a les Brigades Internacionals si vol guardar el seu suport militar. Tots (amb una excepció) voten contra la unió de la milícia a les Brigades Internacionals.
Les armes arriben. Intentant fent servir un fusell, David es fereix al braç. Ha de ser hospitalitzat, reposar després alguns dies a Barcelona. Però decideix llavors deixar la Milícia del POUM per incorporar-se a les Brigades Internacionals. A Barcelona, rep la visita sorpresa de Blanca, una de les seves camarades de trinxera... però no triga a enfadar-se amb ell quan descobreix que ha unit als «estalinistes». David s'entristeix de l'ambient de sospita que s'instal·la entre els republicans. Però confia sempre en el Partit comunista i s'allista una tropa progovernamental. Tot té lloc mentre que la Policia del govern de València ataca la ciutat de Barcelona per prendre el control d'una emissora de ràdio fins llavors controlada per la CNT, un sindicat anarquista (començament maig de 1937).
Arreu a Barcelona es lluita i hi ha barricades, «on es dispara entre camarades». David combat darrere les barricades comunistes, però molt de pressa es fastigueja pel que passa, per les brigades comunistes que disparen contra els seus aliats trotskistes en lloc de combatre Franco. Cansat, esquinça la seva targeta del Partit comunista i se'n va a les trinxeres del POUM.
Allà, la seva milícia continua combatent. Però, un dia, es troba en dificultats enfront de les tropes feixistes. El seu cap de brigada demana llavors a les Brigades Internacionals l'ajuda que els ha estat promesa. Els soldats de les Brigades, armats fins a les dents, no arriben fins algunes hores després de la fi de la batalla, per ordenar als membres de la milícia allistar-s'hi a l'excepció dels (nombrosos) membres de la milícia en estat de detenció. El POUM ha estat en efecte declarat il·legal pel govern de València el juliol de 1937. Els diferents membres de la milícia han de tornar les seves armes als soldats de les Brigades Internacionals. Un milicià es nega a obeir; Blanca va cap a ell per empènyer-lo a tornar el seu fusell. El cap de la Brigada l'abat. La pel·lícula es clou amb l'escena de l'enterrament.

## Personatges principals
- David, o Dave (encarnat per Ian Hart) mor al tot començament de la pel·lícula, però tot el que ha viscut durant la guerra d'Espanya és descrit per aquest llarg salt enrere que dura tota la pel·lícula. En principi, vell moribund, hom es recorda d'ell com d'un jove treballador idealista, d'aparença aproximadament fràgil, que va ser a la guerra d'Espanya. Decideix d'anar a combatre-hi després d'un congrés del Partit comunista, però renuncia a la seva adhesió durant els fets de Barcelona de 1937. És el personatge principal de la pel·lícula: és a través d'ell com l'espectador veu el desenvolupament de la guerra. Contràriament als dos altres personatges descrits més avall, no té opinió fixa: la seva opinió es forja al llarg de la guerra d'Espanya. De fet, reacciona més o menys com reaccionaria un ciutadà contemporani mitjà: és hostil a tota forma d'opressió i combat contra les tropes franquistes; a més, té una visió gairebé maniquea i angelical respecte al que passa a Espanya: segons ell el mal no pot existir al camp republicà, i així, es nega a deixar-se convèncer per Blanca sobre les maquinacions dels comunistes («és la política. Això funciona així.»). Ken Loach es serveix d'aquest personatge principal per passar un missatge històric a l'espectador d'avui.
- Blanca (interpretada per Rosana Pastor) és una jove militant aragonesa, que lluita al front amb David. David sembla enamorar-se d'ella durant la guerra (per exemple, sembla alegrar-se de la seva visita sorpresa quan torna a la rereguarda). L'espectador pot suposar que és ella que li obre els ulls sobre les maquinacions del govern de València: quan descobreix que combat per a les Brigades Internacionals, intenta persuadir-lo de tornar a lluitar per al POUM. És morta finalment per soldats de les Brigades Internacionals, i és enterrada en terra col·lectivitzada, com desitjava.
- Vidal (interpretat per Marc Martínez) és el cap de regiment. Ell, com Blanca és un socialista convençut, diu: «Junts, portarem obrers i camperols a la Revolució». Com Blanca, és bastant hostil al govern de València, però vol sobretot guanyar la guerra contra Franco. A aquestes paraules, una frase resumeix molt bé la seva opinió; quan es desenvolupa la votació dels milicians, formula la pregunta: «Qui vota contra l'estat major que és a València, que ens sosté i que està a punt per donar-nos tantes armes, però alienant-nos?» (De fet, té una visió més pragmàtica d'aquesta guerra que Blanca).

## Repartiment
- Ian Hart: David
- Rosana Pastor: Blanca
- Frédéric Pierrot: Bernard
- Icíar Bollaín: Maite
- Tom Gilroy: Lawrence
- Marc Martínez: Vidal

## Nominacions
- César a la millor pel·lícula estrangera